# بريمية بورغ بيترسنية
بريمية بورغ بيترسنية (الاسم العلمي:Leptospira borgpetersenii) هي نوع من البكتيريا تتبع جنس البريمية من فصيلة نظيرات البريمية.